# 新十津川町ピンネスタジアム
新十津川町ピンネスタジアム（しんとつかわちょうピンネスタジアム）は、北海道樺戸郡新十津川町のふるさと公園内にある野球場。NPO新十津川町スポーツ協会が2010年4月より指定管理者となっている。また竣工当初はテニスコートと合わせた「サンスポーツランド」の一部として「サン・スポーツランド野球場」の別名も存在していた。

## プロ野球開催実績
イースタン・リーグ公式戦
| 日程          | 試合開始 | 先攻 | スコア | 後攻     | 回 | 会場 | 試合時間 | 観客動員  | 試合詳細 |
| ------------- | -------- | ---- | ------ | -------- | -- | ---- | -------- | --------- | -------- |
| 1993年8月3日  |          | 横浜 | 10 - 7 | 巨人     |    |      |          | 約4,200人 |          |
| 2012年6月9日  | 13:00    | 巨人 | 1 - 3  | 日本ハム |    |      |          | 3,607人   | [ 6 ]    |
| 2017年8月13日 | 12:30    | 巨人 | 2 - 1  | 日本ハム |    |      |          | 4,581人   | [ 7 ]    |

また、北海道ベースボールリーグに所属する奈井江・空知ストレーツが2022年6月18日にナイターで1試合を開催した。2023年6月25日には同リーグのすながわリバーズが1試合を開催した。

## 施設概要
- グラウンド面積 : 13,605 m2
- 内野 : 土 / 外野 : 芝
- 両翼 : 98 m / 中堅 : 122 m[2]
- スコアボード : 電光掲示板
- 収容人員 : 4,700人[2]
- 照明 : 6基[2]